# Thornaby-on-Tees
Thornaby-on-Tees lub Thornaby – miasto i civil parish w Anglii, w hrabstwie ceremonialnym North Yorkshire, w dystrykcie (unitary authority) Stockton-on-Tees. Leży 68 km na północ od miasta York i 348 km na północ od Londynu. W 2011 civil parish liczyła 24 741 mieszkańców. Thornaby-on-Tees jest wspomniana w Domesday Book (1086) jako Tormozbi/Tormozbia/Turmozbi.